# Thomas Enevoldsen
Thomas Enevoldsen (Frejlev, 27 juli 1987) is een Deens voetballer die doorgaans als aanvaller speelt. Enevoldsen debuteerde in 2009 in het Deens voetbalelftal.

## Clubcarrière

### Aalborg BK
Enevoldsen debuteerde gedurende het seizoen 2005/06 in het profvoetbal voor Aalborg BK ('AaB'). Hij vertegenwoordigde het team tot en met 2008/09 in 78 wedstrijden, waarin hij zes keer scoorde.

### FC Groningen
Op 29 augustus 2009 tekende hij een vijfjarig contract dat hem definitief aan FC Groningen verbond. Dat betaalde 1.25 miljoen euro voor Enevoldsen. Op 4 januari werd bekendgemaakt dat FC Groningen het contract van Enevoldsen met twee jaar verlengde.. Hij was twee seizoenen basisspeler, maar raakte in zijn laatste seizoen geblesseerd, waardoor zijn aantal optredens beperkt bleef tot 82. Daarin maakte hij veertien doelpunten.

### KV Mechelen
Op 20 juni 2012 tekende Enevoldsen een contract bij de Belgische eersteklasser KV Mechelen, dat eerder de Deense spits Mads Junker al had vastgelegd. Zijn eerste seizoen was hij opnieuw basisspeler, maar ook dat was slechts tijdig. In zijn tweede seizoen kwam hij tot slechts vier wedstrijden.

### Aalborg BK
In de zomer van 2014 keerde hij terug bij Aalborg, waar hij eerst een seizoen op huurbasis doorbracht. Na dat seizoen besloot Aalborg hem definitief binnen te halen. Het seizoen 2015/16 was Enevoldsen's beste seizoen als het gaat om doelpunten scoren. De middenvelder, die dat seizoen voornamelijk vanaf de flanken speelde, kwam dat seizoen tot zestien goals in 34 duels. Over twee periodes kwam Enevoldsen tot 205 wedstrijden, waarin hij 37 keer scoorde.

### NAC Breda
Op 30 augustus 2017 werd bekend dat Enevoldsen terug zou komen op Nederlands grondgebied. Hij tekende een contract voor één seizoen bij promovendus NAC Breda. Hij werd oorspronkelijk gehaald om de concurrentiestrijd aan te gaan met spits Thierry Ambrose.

### Verenigde Staten
Hij tekende in februari 2018 bij Orange County, dat hem transfervrij inlijfde. In 2019 speelde hij aanvankelijk voor Indy Eleven. Op 12 augustus wisselde hij voor het restant van het seizoen 2019 naar Sacramento Republic. In 2020 keerde hij terug bij Orange County.

## Clubstatistieken
| Seizoen         | Club                   | Competitie           | Competitie | Competitie | Play-offs | Play-offs | Beker | Beker | Europa | Europa | Totaal | Totaal |
| Seizoen         | Club                   | Competitie           | Wed.       | Dlp.       | Wed.      | Dlp.      | Wed.  | Dlp.  | Wed.   | Dlp.   | Wed.   | Dlp.   |
| --------------- | ---------------------- | -------------------- | ---------- | ---------- | --------- | --------- | ----- | ----- | ------ | ------ | ------ | ------ |
| 2005/06         | Aalborg BK             | Superligaen          | 5          | 1          | —         | —         | 0     | 0     | 0      | 0      | 5      | 1      |
| 2006/07         | Aalborg BK             | Superligaen          | 8          | 0          | —         | —         | 0     | 0     | 0      | 0      | 8      | 0      |
| 2007/08         | Aalborg BK             | Superligaen          | 31         | 3          | —         | —         | 0     | 0     | 11     | 3      | 42     | 6      |
| 2008/09         | Aalborg BK             | Superligaen          | 28         | 2          | —         | —         | 5     | 0     | 13     | 2      | 46     | 4      |
| 2009/10         | Aalborg BK             | Superligaen          | 6          | 0          | —         | —         | 1     | 0     | 2      | 0      | 9      | 0      |
| 2009/10         | FC Groningen           | Eredivisie           | 29         | 6          | 2         | 0         | 3     | 1     | —      | —      | 34     | 7      |
| 2010/11         | FC Groningen           | Eredivisie           | 32         | 5          | 4         | 0         | 4     | 2     | —      | —      | 40     | 7      |
| 2011/12         | FC Groningen           | Eredivisie           | 8          | 0          | —         | —         | 0     | 0     | —      | —      | 8      | 0      |
| 2012/13         | KV Mechelen            | Eerste klasse        | 27         | 4          | 4         | 0         | 2     | 2     | —      | —      | 33     | 6      |
| 2013/14         | KV Mechelen            | Eerste klasse        | 4          | 0          | 0         | 0         | 0     | 0     | —      | —      | 4      | 0      |
| 2014/15         | → Aalborg BK           | Superligaen          | 29         | 4          | —         | —         | 2     | 1     | 11     | 2      | 42     | 7      |
| 2015/16         | Aalborg BK             | Superligaen          | 30         | 12         | —         | —         | 4     | 4     | 0      | 0      | 34     | 16     |
| 2016/17         | Aalborg BK             | Superligaen          | 17         | 1          | —         | —         | 2     | 2     | 0      | 0      | 19     | 3      |
| 2017/18         | NAC Breda              | Eredivisie           | 12         | 1          | —         | —         | 1     | 1     | 0      | 0      | 13     | 2      |
| 2018            | Orange County          | United Soccer League | 37         | 20         | —         | —         | 1     | 1     | 0      | 0      | 38     | 21     |
| 2019            | Indy Eleven            | United Soccer League | 18         | 5          | —         | —         | 2     | 1     | 0      | 0      | 20     | 6      |
| 2019            | Sacramento Republic FC | United Soccer League | 15         | 10         | —         | —         | 0     | 0     | 0      | 0      | 15     | 10     |
| 2020            | Orange County SC       | USL Championship     | 1          | 0          | —         | —         | 0     | 0     | 0      | 0      | 1      | 0      |
| 2020/21         | → Hobro IK             | 1. division          | 14         | 1          | —         | —         | 1     | 2     | 0      | 0      | 15     | 3      |
| 2021            | Orange County SC       | USL Championship     | 15         | 2          | -         | -         | 0     | 0     | 0      | 0      | 15     | 2      |
| Carrière totaal | Carrière totaal        | Carrière totaal      | 366        | 77         | 10        | 0         | 28    | 17    | 37     | 7      | 441    | 101    |

## Interlandcarrière
Enevoldsen kwam uit voor de Deense nationale selecties tot 18, tot 19, tot 20 en tot 21 jaar. Onder leiding van bondscoach Morten Olsen maakte hij zijn debuut op 14 oktober 2009 in de WK-kwalificatiewedstrijd tegen Hongarije (0-1). Hij moest in dat duel na 45 minuten plaatsmaken voor Søren Larsen (MSV Duisburg). Enevoldsen speelde op maandag 14 juni 2010 met het Deens voetbalelftal de eerste wedstrijd in de groepsfase van het WK voetbal 2010 tegen Nederland. Daarmee was hij de eerste speler in Groningse dienst ooit die actief was op een WK-eindronde.

## Erelijst
Aalborg BK
- Superligaen

2007/08